# ザ・ヘルプフル・ソウル
ザ・ヘルプフル・ソウル（The helpful soul）は、日本のロックバンドである。

## メンバー
- ジュニオ・ナカハラ：ギター、ボーカルのちTOO MUCH(トゥー・マッチ）
- チャールズ・チェー（チャーリー・コーセイ）：ベース、ボーカル
- ジーン・ショウジ：リード・ギター、ハーモニカ
- 司英一：ドラム

## 活動
1965年頃、アメリカンスクールの学生によって神戸で結成されたヤングビーツが前身。68年3月、ヘルプフル・ソウルと名前を変え、プロとしての活動を開始。69年4月、アルバム「ソウルの追求」を発売。同年夏、解散。

## ディスコグラフィー

### シングル
- ファイア Fire ／ カンサス・シティ Kansas city（1969年／ビクター）
- アルディンのテーマ Aldin's Theme ／ 悲しきマディア Madia'Theme（同）

### アルバム
- The Helpful Soul First Album～ソウルの追求（1969年／ビクター）
- 千夜一夜物語サウンドトラック（同）8曲に参加